# Alchemilla maradykovensis
Alchemilla maradykovensis är en rosväxtart som beskrevs av Czkalov. Alchemilla maradykovensis ingår i släktet daggkåpor, och familjen rosväxter. Inga underarter finns listade i Catalogue of Life.